# Alexandra Ledermann 8 : Les Secrets du haras
 (avril 2013).
Si vous disposez d'ouvrages ou d'articles de référence ou si vous connaissez des sites web de qualité traitant du thème abordé ici, merci de compléter l'article en donnant les références utiles à sa vérifiabilité et en les liant à la section « Notes et références ».
Alexandra Ledermann 8 : Les Secrets du haras est un jeu vidéo d'équitation issu de la série Alexandra Ledermann, développé par Lexis Numérique et édité par Ubisoft. Le jeu existe également en version anglaise, mais sous un autre nom : Pippa Funnell: Secrets of the Ranch (également appelé Horsez). Le thème musical principal du jeu a été composé par Dynamedion (en)[réf. nécessaire].

## Histoire
Dans le jeu, le joueur incarne Emma, une jeune Américaine voulant devenir vétérinaire. Son taxi a pris une route sinueuse en coupant à travers champ, le véhicule tombe en panne. Elle se retrouve dans un village perdu au milieu de nulle part. Voulant à tout prix quitter les lieux le plus rapidement possible, elle rencontre Hugo, l'idiot du village. Mais Raphaël lui vient en aide et lui fait rencontrer sa tante, Flora, l'héroïne du volet précédent, qui tente de sauver un haras de la fermeture. Petit à petit, ils se lieront d'amitié.

## Changements avec la version précédente
Dans Alexandra Ledermann 7, l'action prend place dans une école de haut niveau dans le domaine équestre. Ici, le joueur est libre de ses mouvements (le personnage change également, le caractère de celle-ci est plus posé, comparé à celui de Jade et Flora, héroïnes d'Alexandra Ledermann 6 et 7). Dans ce jeu, les choix du joueur opèrent sur la suite et la fin du jeu : il est possible de choisir son appartement, que faire dans des situations complexes, etc.

## Avis et critique
Il est noté 15,7 sur 20 sur Jeuxvideo.com pour 51 avis (2025).